# Heimatmuseum Preetz
Das Heimatmuseum Preetz befindet sich in der Kleinstadt Preetz im Kreis Plön in Schleswig-Holstein. Es wurde 1993 im Erdgeschoss eines großbürgerlichen Hauses aus dem 19. Jahrhundert eröffnet. Hinter der Eröffnung und Einrichtung stand insbesondere Johanna Brandt. Das Gebäude befindet sich im Besitz der Stadt Preetz. Träger des Museums ist der „Heimatverein Preetz und Umgebung e.V.“. In den fünf Ausstellungsräumen wird die Preetzer Geschichte von den Anfängen der Besiedlung bis in die Gegenwart gezeigt.

## Geschichte des Hauses
1733 wird in den Schuld- und Pfandprotokollen des Klosters erstmals ein kleines Haus an dieser Stelle erwähnt, dessen Besitzer der „Erbherr zu Testorf“ Diederich Wittmack ist, der wichtige Ämter in Preetz und in der Gilde innehatte. 1825 wird Ernst F. Burow als Besitzer des Hauses erwähnt.  Sein Sohn, der Fabrikant Christian E. Burow, übernahm das Haus. Nach seinem Tod 1924 wurde das Haus in der Mühlenstraße 14 an verschiedene Besitzer weiterveräußert, bis es schließlich in den Besitz der Stadt überging. 1887 entstand der heute noch als Eingang benutzte Windfang, in dem im Zuge der Umbauarbeiten 2012 eine großflächige Wandmalerei unter der Tapete entdeckt wurde.

## Sammlungen

### Ausstellungsräume im Erdgeschoss
- Archäologische Funde aus dem Pleistozän und dem Mesolithikum, überwiegend Pfeilspitzen und Werkzeugteile aus Feuerstein. Die Sammlung wurde in den 1990er Jahren von einem Studenten der Archäologie aufgearbeitet. Das Museum Schloss Gottorf in Schleswig ist Leihgeber einiger Funde und half bei der Dokumentation der Objekte.
- Keramik, insbesondere „Probsteier Keramik“ aus der Zeit zwischen 1700 und 1830. Sie zeichnet sich durch ihre prachtvollen Blüten- und Tiermotive aus. Die Keramiken wurden zumeist in den 1980er Jahren am Preetzer Kirchsee gefunden. Dazu kommen eine umfangreiche Sammlung kleiner „Steertpötte“ (Dreibeintöpfe) sowie große buntglasierte Schalen.
- Silber aus den Silberschmieden des 17. und 18. Jahrhunderts, unter anderem Gildepokale. Der Raum selbst ist mit historischer Schablonenmalerei ausgestaltet.
- Schusterhandwerk. Preetz war als „Schusterstadt“ bekannt. 1850 arbeiteten in Preetz 160 selbständige Schuhmachermeister, 360 Schuhmachergesellen sowie 160 Schuhmacherlehrlinge (von 4.600 Einwohnern). Außerdem werden Dokumente anderer Innungen (Bäcker und Fleischer) gezeigt.

### Erweiterung im Obergeschoss
Durch den Wegzug des Zirkusmuseums 2011 wurde das Obergeschoss frei und für Sonderausstellungen und museumspädagogische Angebote renoviert. Beim Umbau kamen auch dort historische Schablonenmalereien an den Wänden zum Vorschein. Die Erweiterung wurde im August 2012 mit einer Ausstellung der Fotografien von Theodor Möller aus Preetz und Umgebung eröffnet.

### Papiertheatersammlung Reimers im Dachgeschoss
Die Sammlung von umfasst Papiertheater aus Deutschland, Dänemark, Schweden, England, Holland, Frankreich, Spanien und Tschechien. Der größte Teil der ausgestellten Theater ist bespielt und im Urzustand belassen worden. Die kleinen Bühnen sind mit unterschiedlichen Szenerien bestückt.